# Loboš filipínský
Loboš filipínský (Sarcophanops steerii, syn. Eurylaimus steerii) je pták z čeledi lobošovití (Eurylaimidae), spolu s lobošem samarským (Sarcophanops samarensis) jde o jediný druh rodu Sarcophanops.

## Popis
Loboš filipínský představuje relativně malého ptáka s pestře zbarveným peřím. Celková velikost těla činí asi 17 cm, rozpětí křídel dosahuje asi 8,5 cm a délka ocasu 5,4 cm. Hmotnost se pohybuje mezi 33,7 až 44,4 g. Samci se vyznačují tmavě šedým hřbetem, směrem ke spodní části zad a k ocasu přecházejícím do červenohněda, zatímco zbarvení spodních partií se pohybuje od jemně fialové směrem níže ke žlutobílé. Samice mají spodní partie jasně bílé. Černě zbarvená křídla zdobí bílý a žlutý proužek. Hlava je kaštanově fialová, s černou obličejovou maskou a bílým krčním límcem. Zelené oči obkružuje modrý záhyb zvrásněné kůže, jenž je pro tento druh charakteristický. Světle modré zbarvení vykazují rovněž končetiny a nápadný, široký zobák. Juvenilní jedinci mají o něco matnější zbarvení než dospělci a kůže okolí očí je v jejich případě spíše žlutavá, oči hnědavé a zobák černý.

## Ekologie a chování
Loboš filipínský představuje endemita ostrova Mindanao a některých přidružených ostrovů. Ačkoli historicky se jednalo o relativně běžného opeřence, od 80. let 20. století je jeho výskyt zřejmě omezen pouze na čtyři regiony na Mindanau a na ostrovy Poneas a Siargao.
Jde o druh místních pralesů i sekundárních lesů, typicky v níže položených regionech pod 1 000 metrů. Občasně může pronikat i do křovinatých lesů a do příbřežních mangrovů. Potravu lobošů tvoří především hmyz, který mohou lovit jak z vegetace, tak přímo za letu. Krmí se ve středních a spodních lesních patrech, kde lze typicky spatřit jednotlivce, páry, či maximálně malá hejna o několika kusech. Někdy se však loboši mohou přidružovat do hejn jiných opeřenců. Ozývají se naříkavým hvízdáním. Období hnízdění nejspíše spadá na měsíce duben až červen, přičemž hnízdo představuje komplikovaná závěsná stavba hruškovitého tvaru. Snůška činí dvě až čtyři vejce.

## Ohrožení
Mezinárodní svaz ochrany přírody (IUCN) ve svém vyhodnocení stavu ohrožení z roku 2017 klasifikuje loboše filipínského jako zranitelný druh. Hlavní hrozbou je dlouhodobé odlesňování místních nížinných lesů, jež jsou káceny pro dřevo, anebo kvůli těžebním aktivitám. IUCN odhaduje velikost populace na méně než 10 tisíc dospělých jedinců a předpokládá klesající populační trend – jednotlivé dílčí populace jsou navíc vzájemně izolovány.